# C. Johan Bakkes
C. Johan Bakkes is een Zuid-Afrikaanse schrijver. Hij is de zoon van Cas en Margaret Bakkes en de broer van Christiaan Bakkes.

## Werk
- Moer toe die vreemde in (2001)
- Nou's ons in ons donner in (2006)
- To Hell and Gone (2008)

- Gemeinsame Normdatei: 142772577
- International Standard Name Identifier: 0000 0001 1463 8513
- Library of Congress Control Number: no2001059165
- Virtual International Authority File: 160129941
- WorldCat: E39PBJtrYC3rHb4bf7MRFrFh73